# خوسيه رامون أليكزانكو
خوسيه رامون أليكزانكو (بالإسبانية: José Ramón Alexanko)‏، من مواليد 5 مايو 1956 ، لاعب كرة قدم إسباني سابق. لعب مع منتخب إسبانيا لكرة القدم ولعب مع نادي برشلونة

## روابط خارجية
- خوسيه رامون أليكزانكو على موقع الاتحاد الدولي (مؤرشف)  (الإنجليزية)
- خوسيه رامون أليكزانكو على موقع الاتحاد الأوربي (الإنجليزية)
- خوسيه رامون أليكزانكو على موقع قاعدة بيانات كرة القدم.إي يو (الإنجليزية)
- خوسيه رامون أليكزانكو على موقع ناشيونال فوتبول تيمز (الإنجليزية)
- خوسيه رامون أليكزانكو على موقع عالم كرة القدم.نت (الإنجليزية)